# Siergiej Wiazmitinow
Siergiej Kuźmicz Wiazmitinow, ros. Сергей Кузьмич Вязмитинов (ur. 7 października?/18 października 1744 w guberni biełgorodzkiej, zm. 15 października?/27 października 1819 w Petersburgu) – hrabia, rosyjski generał piechoty (1798) i działacz państwowy, wolnomularz.

## Życiorys
W 1759 zapisany do wojska jako podoficer. W 1761 chorąży, w 1771 podpułkownik, w 1777 pułkownik i dowódca Astrachańskiego Pułku Piechoty. W 1784 brygadier, w 1786 generał major. Otrzymał od cara rozkaz sformowania astrachańskiego pułku grenadierów. Po sformowaniu wyznaczony na dowódcę tego pułku. W wojnie rosyjsko-tureckiej 1787-1791 dowodził Korpusem Jekatierinosławskim Jegierskim. W wojnie opanował twierdze: Chocim, Akerman i Bendery, za co był wyróżniony Orderem św. Włodzimierza 2. stopnia. W 1790 dowódca Korpusu Białozierskiego. W latach dziewięćdziesiątych XIX wieku gubernator guberni: mohylewskiej, symbirskiej i ufińskiej. W 1793 mianowany generałem porucznikiem. Od 1795 dowódca Korpusu Orenburskiego i od 1796 gubernator guberni orenburskiej. Wyznaczony na dowódcę korpusu w celu zaprowadzenia porządku wśród Kirgizów i spowodowania wybrania przez nich chanem zwolennika Rosji Iszima. Później pracował na dworze cara przy reorganizacji armii. W 1798 wprowadził w armii rosyjskiej nowe umundurowanie, za co był mianowany generałem piechoty. Od 1799 w stanie spoczynku.
Od 1801 ponownie w armii, kierował małorosyjską gubernią, później wiceprezydent Kolegium Wojennego. Od września 1802 do stycznia 1808 pierwszy w Rosji minister wojny. Kierował reorganizacją armii Imperium Rosyjskiego i reorganizacją struktur dowodzenia armią. Oddzielił jednostki inżynieryjne (saperskie) od artylerii, zorganizował Ekspedycję Inżynieryjną, zorganizował dowodzenie i kierowanie twierdzami, zorganizował Komitet ds. organizacji artylerii, przeorganizował adiutanturę przy carze, wprowadził dywizjony w artylerii, zorganizował pospolite ruszenie wśród ziemian i chłopów. W 1805 car Aleksander I, wyjeżdżając na wojnę, powierzył mu kierowanie stolicą. Od 1810 członek Rady Państwa. Od 1805 do 1812 naczelny dowódca wojsk Petersburga.
Od marca 1812 minister policji, a od września do końca 1812 jednocześnie przewodniczący Komitetu Ministrów Imperium Rosyjskiego. W 1818 otrzymał tytuł hrabiego.
Interesował się muzyką. Autor opery "Nowa rodzina".